# Áttét
A metasztázis (gör  μετάστασις metasztaszisz ’(állapot)változás’) vagy áttét a rákos betegség primer helyéről más szervekre, képletekre történő elterjedését jelenti a szervezetben.
A rákos sejtek limfogén, hematogén úton terjedhetnek, vagy közvetlenül az üreges képletekbe jutva. A hámon található elváltozások gyakran a limfogén, a szervtumorok gyakran a hematogén utat választják, habár a számos anasztomózis miatt egyik vagy másik izoláltan ritkán fordul elő. A testüregbe terjedést példázza a carcinosis peritonei, melyben a nagycsepleszen áttétes szövetszaporulatok találhatók. 

## Primer tumorok, melyek gyakran adnak áttéteket
- tüdő (bronchogén carcinoma)
- emlőrák
- melanoma malignum a bőrön
- vastagbélrák
- veserák
- prosztatarák

### Angol lapok
- CancerGuide Archiválva 2011. február 26-i dátummal a Wayback Machine-ben
- National Cancer Institute
- Cancer Forumok
- Patológia atlasz

### Magyar lapok
- Mi a rák – Daganatok.hu